# Tadeusz Burger
Tadeusz Burger (ur. 17 października 1947 w Jaśle, zm. 12 października 2015 w Warszawie) – polski socjolog, prekursor badań nad świadomością ekologiczną społeczeństwa polskiego.

## Życiorys
Absolwent Uniwersytetu Warszawskiego (1971). Autor podstawowych publikacji w dziedzinie badań nad świadomością ekologiczną społeczeństwa polskiego, wyznaczających tor późniejszych poszukiwań. Szczególnie cenne okazywały się jego analizy konfliktów społeczno-ekologicznych w Polsce, m.in. w Głoskowie (piaseczyński), wokół Tatrzańskiego Parku Narodowego, planowanego Turnickiego Parku Narodowego, Doliny Rospudy itp. Poza zainteresowaniami ekologicznymi zajmował się także przestrzenią miejską, urbanistyką, planowaniem przestrzennym, w tym projektowanymi trasami rowerowymi w Warszawie.
Zawodowo związany z Instytutami Ochrony Środowiska oraz Gospodarki Przestrzennej i Mieszkalnictwa. Współpracował z działającym przy Uniwersytecie Warszawskim Centrum Badań nad Środowiskiem Przyrodniczym i Zrównoważonym Rozwojem, z Instytutem na Rzecz Ekorozwoju, jak również kościelnymi organizacjami zajmującymi się problematyką ekologiczną. Dwukrotny doradca Ministra Środowiska.
W latach 90’ XX w. wchodził w skład Społecznej Komisji Konstytucyjnej ustanowionej przez Komisję Krajową NSZZ „Solidarność” przy współpracy Sekretariatu Ugrupowań Centroprawicowych i Niepodległościowych.
Aktywny uczestnik antykomunistycznej działalności opozycyjnej w latach osiemdziesiątych XX wieku, za co został w 2009 r. uhonorowany Złotym Krzyżem Zasługi przez prezydenta Lecha Kaczyńskiego.
Został pochowany na cmentarzu Północnym (Wólka Węglowa) w Warszawie.

## Wybrane publikacje
- Świadomość ekologiczna. Między lękiem a działaniem. Raport 1/92 Instytut na Rzecz Ekorozwoju

- Świadomość ekologiczna: Niderlandy ekologiczne Raport 1/94 (C-autor A. Sadowski) Instytut na Rzecz Ekorozwoju

- Agenda niespełnionych nadziei. Społeczna realizacja Agendy 21 w Polsce Raport 3/97 (co –autorzy A. Baturo i A. Kassenberg) Instytut na Rzecz Ekorozwoju

- Świadomość ekologiczna społeczeństwa polskiego u progu XXI wieku. Raport 1/2000 / Instytut Gospodarki Przestrzennej i Mieszkalnictwa.

- Wirtualna i prawdziwa wojna o Tatry i Zakopane, Studio Poligraficzne 2002, ISBN 83-915500-2-8, ISBN 978-83-915500-2-1.

- Polacy w zwierciadle ekologicznym. Raport z badań nad świadomością ekologiczną Polaków w 2008 roku (co-autor A. Boltromiuk) Instytut na Rzecz Ekorozwoju;

- Polityczne i filozoficzne źródła ideologii ekologii głębokiej i nurtów pokrewnych; http://stowarzyszenie-samorzadow.pl/wp-content/uploads/2008/12/tadeusz_burger.pdf

- Uwagi o świadomości ekologicznej, Przegląd Powszechny 12/784/86 (Jezuici)

- Studia nad osiedlami, Zakład Wydawnictw CZSR, 1978

- Konflikty społeczne wywołane przez plany zagospodarowania przestrzennego (C-autor B. Kolipiński), w: Układy lokalne. Zarys monografii problemów, Warszawa 1987

- Krajobraz Warszawski, Magazyn Urbanistyczno-Architektoniczny nr 33, kwiecień 1997.